# Maginot-linjen
Maginot-linjen er en fransk befæstningslinje bygget i 1930'erne i Alsace ved grænsen til Tyskland mellem Luxemburg og Rhinen. Linjen er opkaldt efter den franske forsvarsminister, som fik ført beslutningen om linjen igennem.
Maginot-linjen fik efter 2. verdenskrig ry for ikke at have virket, fordi Tyskland besejrede Frankrig. Men linjen opfyldte sit formål, idet Tyskland ikke angreb det område, som linjen forsvarede, men måtte foretage et dristigt angreb over Ardennerbjergene.
Det franske forsvar forstod imidlertid ikke at udnytte de fordele, linjen gav.
Selve linjen var opbygget af en blanding af mindre, enkeltstående bunkers samt små og store underjordiske fæstningsanlæg. De store fæstningsanlæg kunne have en besætning på op imod 1.000 mand.
Tyskerne forsøgte ved enkelte lejligheder at angribe linjen, men det lykkedes dem kun at nedkæmpe et mindre, ikke helt færdigbygget fort, som lå isoleret i linjens vestlige ende.
Maginot-linjen overgav sig ca. en uge efter, at den øvrige franske hær overgav sig.
Der er i dag indrettet museer i mange af fæstningsanlæggene. Som i det lille fort Immerhof og det store fort Schonenbourg. Det franske forsvar anvender fortsat ganske få anlæg til fx depoter.
Maginot-linjen opstod af resterne fra 1.verdenskrig ved Verdun. Fra højderne ved Maginot-linjen kunne Frankrig sikre sig mod tyskerne.
Det vidste Nazityskland, så i stedet for at slå til mod hoveddøren, gik de gennem Belgien og bankede på bagdøren. Hermed var Frankrig slået.

## Ekstern henvisning
- Wikimedia Commons har flere filer relateret til Maginot-linjen
- Maginotlinien Arkiveret 13. februar 2011 hos  Wayback Machine
- Fort Hackenberg